# Stergamataea delicatum
Stergamataea delicatum là một loài bướm đêm trong họ Geometridae.